# Talsperre Vír II
Die Talsperre Vír II (tschechisch: Vodní nádrž Vír II) ist eine Talsperre in Tschechien. Sie befindet sich am Fuße der Burgruine Pyšolec und staut die Svratka.

## Geschichte
Die Talsperre Vír II entstand 1954 als Unterbecken der Talsperre Vír I. Der Damm wurde in der Ansiedlung Dolní Hamry errichtet. Sie wird zur Stromerzeugung genutzt und ist mit einer Kaplanturbine mit einer Leistung von 0,73 MW ausgestattet. Der Stausee hat eine Fläche von 12,5 ha.